# Rundfunk-Kombinat Sachsen
Das Rundfunk-Kombinat Sachsen (RFK) war ein nichtkommerzielles Freies Radio für das Bundesland Sachsen, das von September 2023 bis Juni 2025 auf Sendung war. Der Fokus lag dabei nach eigenen Angaben auf den Gebieten abseits der großen Städte Chemnitz, Dresden und Leipzig, da bis dato dort kein nichtkommerzieller Hörfunk verfügbar war.

## Geschichte
Der Medienrat der Sächsischen Landesmedienanstalt beschloss am 5. Oktober 2021, Übertragungskapazitäten für einen landesweiten, drei regionale sowie einen lokalen DAB+-Multiplex im Regelbetrieb auszuschreiben.

Als Reaktion darauf gründeten Mitglieder bestehender Freier Radios aus den sächsischen Metropolregionen 2022 den Sächsischen Landesverband Freier Radios e.V., der den Aufbau des Rundfunk-Kombinat Sachsen (RFK) initiierte.
Das RFK entstand auf Initiative der Freien Radios in Sachsen (Radio Blau Leipzig, Radio T Chemnitz, coloRadio Dresden und Radio Zett Zittau) als gemeinsames Digitalradio-Projekt für den ländlichen Raum.
Nach intensiver Vorbereitung, die die Erarbeitung von Sendelizenzen, Redaktionsstatuten und die technische Umsetzung umfasste, konnte das RFK schließlich im Oktober 2023 den regulären Sendebetrieb aufnehmen, nachdem es im September desselben Jahres bereits einen Probebetrieb durchlaufen hatte.
Die Finanzierung des Projekts wurde durch Fördermittel der Sächsischen Landesmedienanstalt (SLM) ermöglicht. Mitte Juli 2023 erhielt das Rundfunk-Kombinat die Zusage der SLM für die Übernahme der Sende- und Leitungskosten nach § 28 Abs. 1 Satz 2 Nr. 19 SächsPRG, die Erstattung von GEMA-/GVL-Gebühren für DAB+, sowie die Finanzierung von drei Teilzeit-Stellen für die Programmkoordination und Workshops ab Oktober 2023.
Im gleichen Jahr erhielt das Rundfunk-Kombinat Sachsen eine Förderung über 20.000 Euro durch den Fonds Soziokultur aus Mitteln der Beauftragten der Bundesregierung für Kultur und Medien im Rahmen von Neustart Kultur. Diese Mittel ermöglichten die Finanzierung einer Teilzeit-Koordinationsstelle bis Ende Juni, einer Technik-Koordination für den Sendestart sowie von Workshops. Zusätzlich wurde das Rundfunk-Kombinat durch das Mitwirken-Förderprogramm der Hertie-Stiftung unterstützt. Im Rahmen dieser Förderung erhielt das Projekt Begleitung in Form von Coachings und Seminaren, die die Weiterentwicklung des Rundfunk-Kombinats fördern sollten.
Ein prägendes Ereignis war die Auseinandersetzung mit der Umwandlung des werbefinanzierten radio WSW in ein nichtkommerzielles Lokalradio, was zu Protesten und einer medienpolitischen Debatte führte.
Das Programm des RFK wurde von ca. zehn regelmäßigen Sendungsmachenden sowie von schätzungsweise 50 weiteren Menschen gestaltet, die in unterschiedlichen Live-Sendungen und Vorproduktionen zu Wort kamen.
Trotz der anfänglichen Resonanz des Senders war Anschlussfinanzierung ab 2025 noch nicht abschließend geklärt.
Am 3. Dezember 2024 lehnte die Sächsische Landesmedienanstalt zwei Anträge des RFK ab: einen für die Förderung der technischen Verbreitungskosten und einen für eine Überbrückungsförderung. Das RFK kündigte an, sich weiterhin für eine Wertschätzung und Förderung einzusetzen und forderte Politik und SLM auf, für eine möglichst nahtlose Weiterführung der Lokaljournalismusförderung zu sorgen.

## Programm
Das RFK bot ein vielfältiges Programm unterschiedlichster Genres, das von den Freien Radios sowie Demokratie- und Kultur-Initiativen aus dem ländlichen Raum in Sachsen gestaltet wurde. Es war offen für Initiativen und Privatpersonen, die eigene Sendungen oder einmalige Beiträge produzieren wollten, sofern diese dem Nutzungsstatut entsprachen. Dabei variierten die technische und inhaltliche Qualität der Beiträge naturgemäß. Es wollte eine Plattform für diverse Stimmen und Themen sein, die im gewinnorientierten Rundfunk oft unterrepräsentiert waren, insbesondere auch im ländlichen Bereich.
Das Programm bestand neben Eigenproduktionen hauptsächlich aus Übernahmen von Inhalten nahestehender Freier Radios. So wurde auch das werktägliche Morgenmagazin von Radio Corax sowie diverse andere Sendungen von Radio BLAU, Radio T und coloRadio übernommen.

## Verbreitung
Das RFK war über DAB+ auf Kanal 12A (mit 88 kbps Bandbreite in HE-AAC-Kodierung) in Sachsen zu empfangen. Zusätzlich zum digital-terrestrischen Empfang bot das RFK einen Livestream im Internet an. Ausgewählte Inhalte waren in der Mediathek des Senders verfügbar. Laut eigenen Angaben wurde das Programm am 31. Mai 2025 abgeschaltet, die tatsächliche Beendigung der Ausstrahlung durch Media Broadcast erfolgte jedoch erst am 2. Juni 2025 um 8:46 Uhr.